# Färöische Tracht

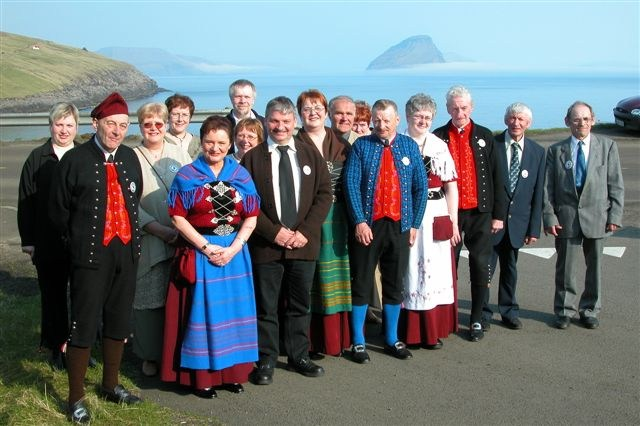
Verschiedene Varianten der Färöer Volkstracht in der vorderen Reihe: eine Volkstanzgruppe aus Vágur, 2004

Die färöische Tracht (färöisch føroysk klæði ‚Färöische Kleidung‘) ist die Volkstracht der Färöer Inseln.
Wie in ganz Europa liegt ihr Ursprung in der Alltagskleidung der Färinger des 19. Jahrhunderts und wird heute bei festlichen Gelegenheiten wie z. B. bei Hochzeiten und der Ólavsøka getragen.

## Geschichte
Gegen Ende des 19. Jahrhunderts, zur Zeit der Nationalbewegung, begannen die Volkstrachten sich von der Alltagskleidung abzusetzen. Die Bezeichnung „føroysk klæði“ entstand als Gegenbegriff zu „donsk klæði“ (dänische Kleidung), die Kleidungsstücke meinte, die in Geschäften gekauft werden konnte. Die färöische Kleidung wurde im Gegensatz dazu zur Festkleidung. Die Mädchen erhielten ihren Rock meist im Konfirmationsalter, später wurden die traditionell 13 Falten dann ausgelassen. Die Tracht veränderte sich seit dem Ende des 19. Jahrhunderts noch mehrmals und ist heute im gewissen Maße standardisiert.
Nach dem Zweiten Weltkrieg geriet die Volkstracht in Vergessenheit. Etwa seit den 1990er Jahren steigt das Interesse an der Volkstracht wieder, was zum Teil auf die damalige schwere Finanzkrise und den damit einhergehenden erstarkenden Nationalismus zurückgeführt werden kann.
2018 erregte die dänische Kronprinzenfamilie Aufsehen, als sie in der Landestracht die Färöer besuchte.

## Volkstracht der Frauen

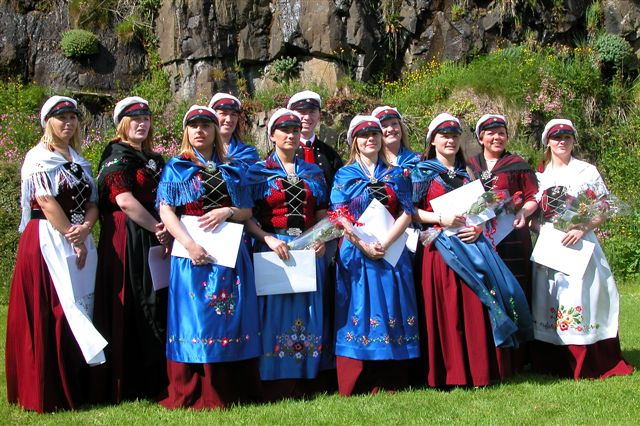
Färoische Studentinnen in Tracht, 2005

Die Volkstracht der Frauen besteht aus einem kurzen, enganliegenden Mieder aus Wolle, das einer Strickjacke ähnelt. Das Mieder wird mit einer Silberkette, genannt stimi, durch Ösen, genannt malja, bis über die Brust geschnürt. Am Ende der Silberkette hängt eine Silbernadel, sproti, die am Mieder befestigt wird. Es ist meist rot mit kleinen schwarzen Mustern oder blau mit dunkelblauen Mustern. In neuerer Zeit finden sich auch zunehmend violette und grüne Mieder. Unter dem Mieder wird ein Latz mit der Funktion eines Steckers getragen. Er stammt vom festlichen Stakkur und bestand früher aus gewalkter oder gefilzter Wolle, heute hingegen aus gefüttertem Velours oder einem ähnlichen Gewebe.

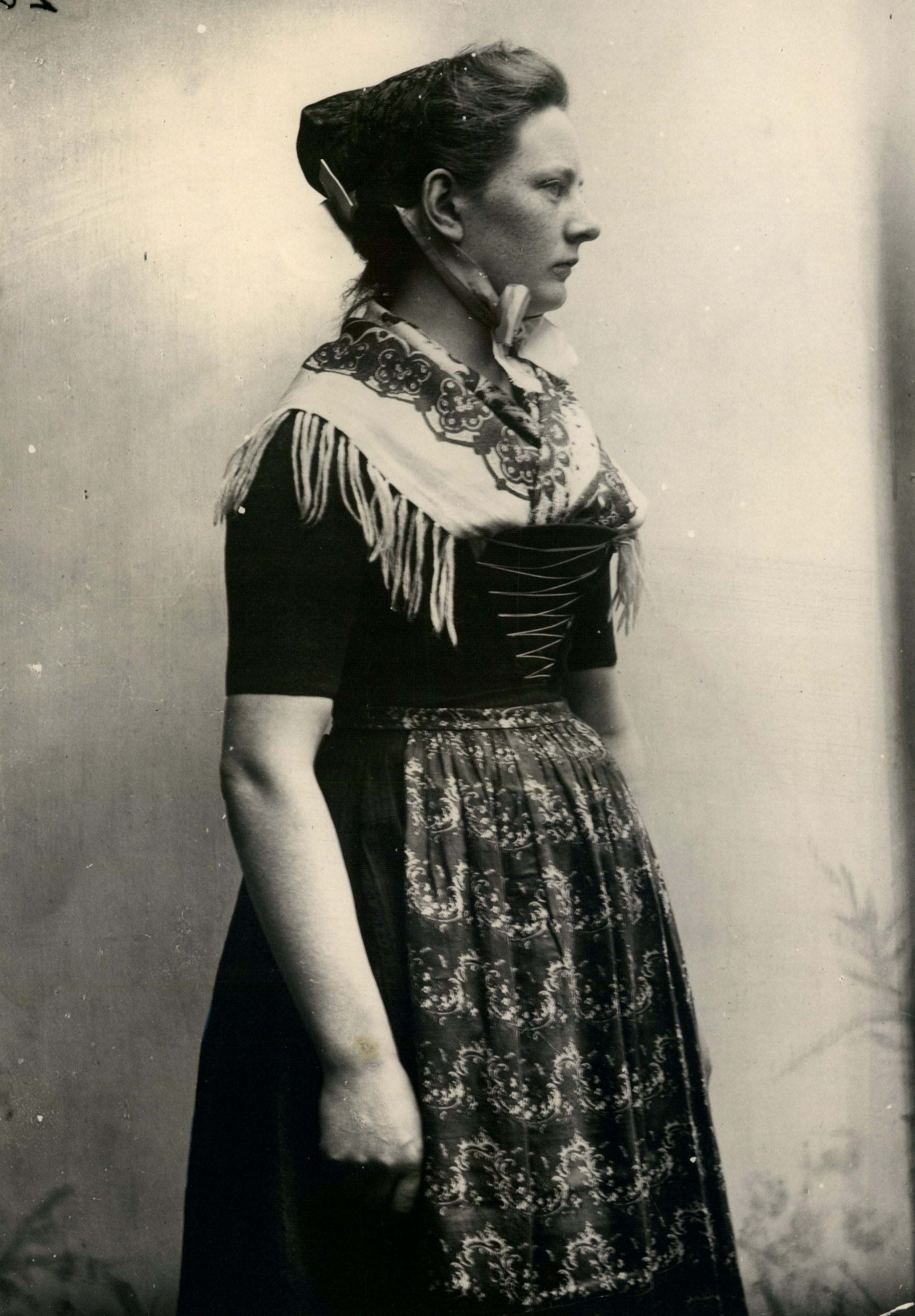
Färingerin mit Haube, 1898

In der Taille wird ein breiter schwarzer Gürtel mit einer verzierten Silberschnalle. Am Brusteinsatz steckt, abgestimmt auf die Gürtelschnalle, eine große verzierte Silberbrosche, die das Schultertuch hält.
Der Rock ist traditionell schwarz und rot gestreift und besteht aus Beiderwand aus Wolle und Baumwolle; früher kam statt Baumwolle Leinen zum Einsatz. In jüngerer Zeit kommen auch die Farbkombinationen schwarz-grün oder schwarz-gelb zum Einsatz. Historisch sind zahlreiche Farbkombinationen belegt: um 1800 wurden etwa braune Röcke mit weißen Streifen für den Alltag und braun-gelbe Röcke für festliche Anlässe getragen. Zum Rock wird eine bestickte Schürze getragen, die auf das Schultertuch abgestimmt ist. Im 18. Jahrhundert bestanden die Schürzen laut Svalbo aus blau gestreiftem Leinen, im frühen 20. Jahrhundert kamen Wollmusselin, Seide und ähnliche Stoffe zum Einsatz.
Traditionell trugen die Frauen historisch wie im Rest von Europa Hauben verschiedener Formen. Die üblichste Variante war eine dunkle, zweiteilige Haube, die Schädel, Nacken und den hinteren Teil der Schläfe bedeckte und mit Seidenbändern unter dem Kinn gehalten wurde. Die Bänder waren für Mädchen und junge Frauen rot, für ältere Frauen blau, für Witwen dunkelblau. Als Teil der Volkstracht spielt die Haube heute keine Rolle mehr, außer bei jungen Mädchen.
Früher trugen die Frauen schwarze oder graue Socken, gestrickt aus färöischem Garn, später dann auch aus Seide oder Nylon. Heute werden schwarze Strümpfe oder Strumpfhosen getragen, zusammen mit schwarzen halbhohen Lackschuhen mit einer breiten Silberspange.

### Stakkur

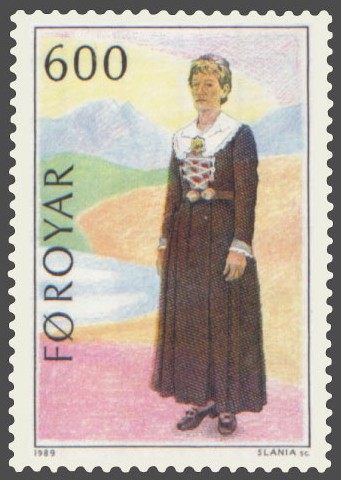
Der Stakkur auf einer färöischen Briefmarke, 1989

Der Stakkur wurde als Festkleidung, insbesondere als Brautkleid, über mehrere Jahrhunderte getragen und man findet eine erste Beschreibung bereits im Jahre 1673. In der alten Zeit waren es nur die reichsten Bauersfrauen, die es sich erlauben konnten, den Stakkur zu tragen. Er wurde von einer Generation auf die nächste vererbt.
Der Stakkur besteht aus einem langen Kleid, welches aus azurblauem, scharlachrotem oder grasgrünem Stoff genäht wurde. Bei seltenen Gelegenheiten bestand das Kleid aus schwarzem Stoff. Heute benutzt man meistens Seide. Der Rock hat viele Falten, die Taille ist im Prinzess-Schnitt genäht. Die Ärmel sind lang und eng und haben Manschetten, die mit gefältelten Spitzen besetzt sind. Der Brustbesatz und die Manschetten sind von anderer Farbe als das Kleid, zum Beispiel rot. Zu dem Stakkur gehört ein Kragen aus Seide und ein mit Silberplatten besetzter Samtgürtel. Der dazugehörende Schmuck besteht aus silbernen Ösen, Schnürenlitzen und einer großen viereckigen, oft vergoldeten Brosche mit lose hängenden Blättern, der Stakkanál, die an dem Halstuch auf der Brust befestigt wird. Als Kopfschmuck trägt die Frau oftmals eine Krone oder ein Diadem.

## Volkstracht der Männer

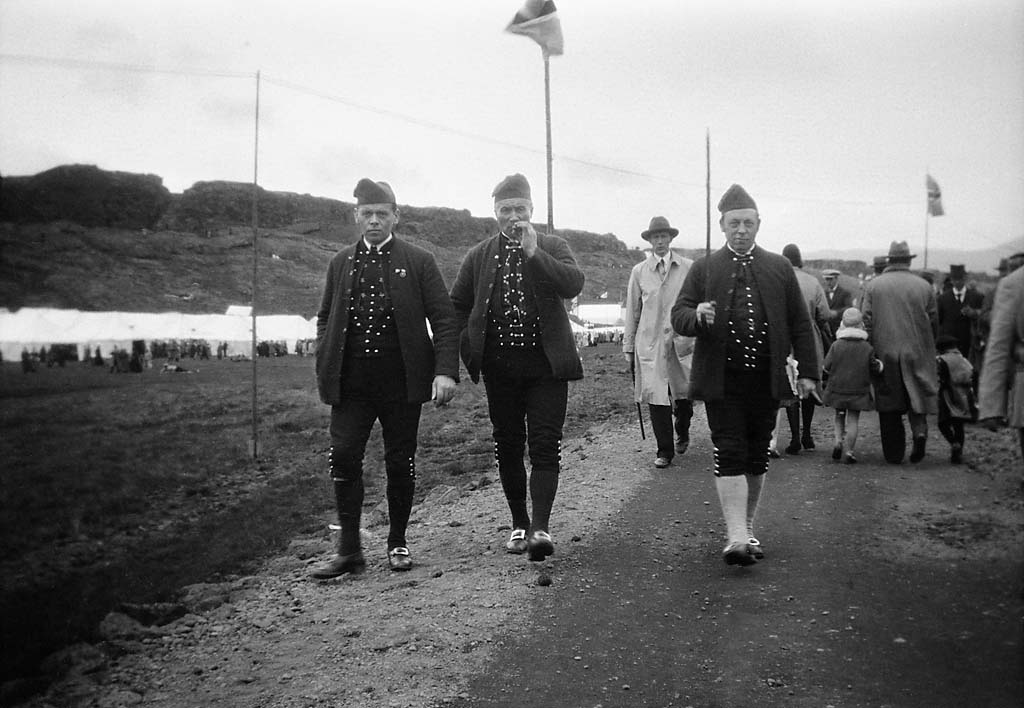
Drei Färinger in Tracht, darüber die Kot, Island 1930

Die Volkstracht der Männer besteht aus einem weißen Hemd und einer bestickten Weste in rot oder schwarz, mit sechs Silberknöpfen besetzt. Darüber wird eine strickjackenartige Knöpfjacke getragen, sie ist dunkel- oder hellblau, manchmal gemustert und beidseitig abermals mit Silberknöpfen besetzt. Sie wird meist offen getragen, nur oben hält sie eine kurze Silberkette zusammen.
Dazu wird eine schwarze Kniebundhose aus Loden getragen, die am Latz und an den Beinschlitzen Silberknöpfe haben. Dazu werden bis über das Knie Strümpfe getragen, die von einem bunt gemusterten Strumpfband gehalten werden. Früher waren die Strümpfe meist braun oder grau, zu festlichen Anlässen blau oder weiß, wie heute auch. Dazu trug man früher Lederschuhe mit langen Schnürbändern, die um die Wade gewickelt wurden. Heute werden Leder- oder Lackschuhe mit breiter Silberspange getragen.
Die Kopfbedeckung besteht aus einer Zipfelmütze aus Beiderwand, die der Jakobinermütze ähnelt und weniger vornehm als die Stavnhetta ist. Sie ist entweder rot oder blau, jeweils mit schwarzen Streifen. Der abgerundete Zipfel wird heute seitlich nach unten umgelegt und angenäht.

### Sjóstúka und Kot

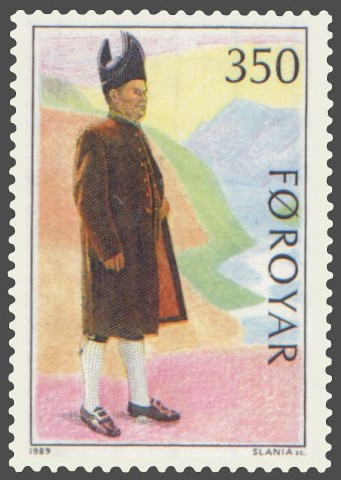
Sjóstúka and Stavnhetta auf einer färöischen Briefmarke, 1989

Die Sjóstúka (von französisch Justaucorps; wörtlich auch ‚Meereshemd‘) ist ein knielanger, schwarzer Lodenmantel, er gehörte im 19. Jahrhundert zur Festkleidung der Bauern. Die kürzere, weniger feine Jacke heißt Kot (von französisch surcote ‚Surcot‘).
Die Sjóstúka ist mit Seitenzwickeln genäht, hat ein ganzes Rückenteil, die Ärmel sind oben weit und unten abgerundet mit einem kurzen Schlitz und einem Knopf. Der Wams hat schwarze Glasknöpfe, außer den beiden oberen, die aus Silber bestehen und mit einer Kette verbunden sind. Mit der Sjóstúka werden gewöhnlich weiße Strümpfe und Lederschuhe mit einer Silberspange getragen.

### Stavnhetta
Die dreieckige Kopfbedeckung, Stavnhetta, war ein Kennzeichen des Ranges und gehörte zusammen mit der Sjóstúka zu der Festkleidung der reichen Bauern und anderer hochstehender Personen. Sie wurde erstmals 1781 von Jens Christian Svabo beschrieben.